# 2N2222
El 2N2222, también identificado como PN2222 o P2N2222 y 2N2222A, es un transistor de unión bipolar (BJT) NPN de uso general, utilizado para aplicaciones generales de amplificación o conmutación de baja potencia. Está diseñado para corrientes bajas y medias (Limitado a 800 miliamperios), aplicaciones de baja potencia  y media tensión (no mayores de medio vatio y 40 Voltios), y puede operar a velocidades moderadamente altas (250-300 MHz).
Fue presentado por Motorola en una convención IRE de 1962y desde entonces ha sido fabricado por muchas empresas de semiconductores, como Texas Instruments, Siemens y frecuentemente fabricado por Philips Semiconductor. Originalmente se fabricaba en encapsulado de lata metálica TO-18,  Está disponible en diferentes formatos, incluyendo TO-92, TO-18, SOT-23 y SOT-223. Siendo en el encapsulado TO-92 su forma más popular y económica disponible.
El 2N2222 por su duradera popularidad y bajo costo es frecuentemente utilizado como ejemplo de un transistor NPN de propósito general en aplicaciones de electrónica DIYy Transceptores de Radioafición. Es uno de los transistores oficiales utilizados en proyectos como el Transceptor BITX. Su versatilidad ha permitido incluso al club de radioaficionados QRP de Norcal lanzar en 1999 un desafío de construir un transceptor de radio utilizando únicamente hasta 22 ejemplares de este transistor sin usar ningún circuito integrado.
El 2N2222 también se puede usar como interruptor digital en el que solo hay dos estados lógicos 0 y 1; para impedir o permitir el paso de corriente en un circuito, cuando se polariza en la región de corte se impide el paso de corriente, cuando se polariza en la región de saturación se permite el paso de la corriente

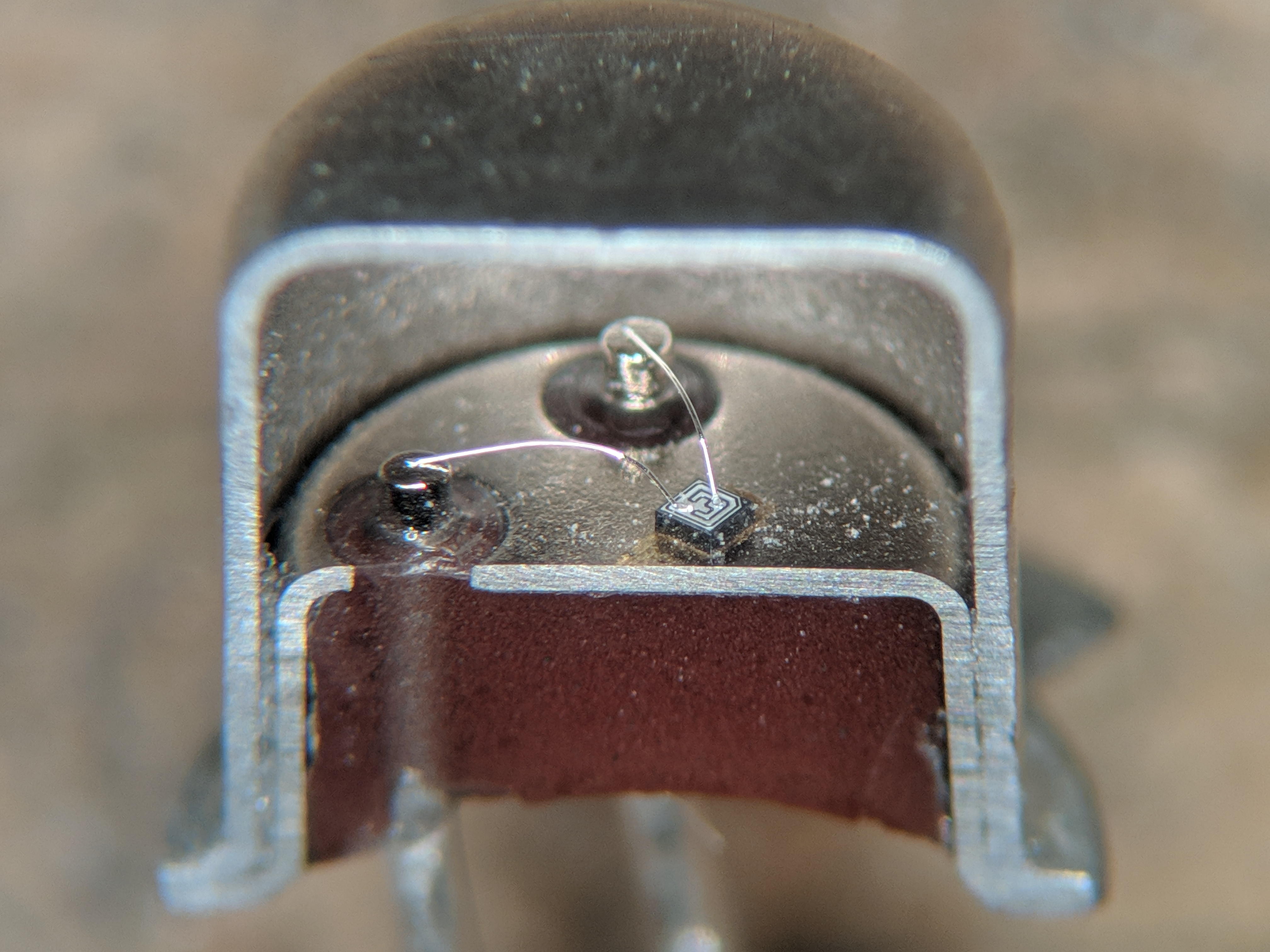
Sección transversal del 2N2222 en un encapsulado TO-18 de metal, que muestra los cables de conexión entre los pines externos y la matriz.

Su complemento PNP es el 2N2905 al igual que el 2N2907. Otro transistor de características similares, pero de mayor potencia, es el 2N2219, que tiene un formato TO-39 y una frecuencia de transición de 300 MHz, lo que lo hace adecuado para transmisores y amplificadores de HF con una potencia de salida de 1-2 vatios. El complemento PNP del 2N2219 es el 2N2905, que también es el complemento del 2N2907.

## Especificaciones
El registro JEDEC es un número de dispositivo que garantiza que todas las piezas ofrecidas bajo ese número cumplan con valores nominales particulares. Los parámetros registrados en JEDEC incluyen dimensiones del contorno, ganancia de corriente de pequeña señal , frecuencia de transición , valores máximos de resistencia de voltaje, clasificación de corriente, disipación de potencia y clasificación de temperatura, y otros, medidos en condiciones de prueba estándar. Otros números de pieza tendrán parámetros diferentes. Las especificaciones exactas dependen del fabricante, el tipo de caja y la variación. Por lo tanto, es importante consultar la hoja de datos para conocer el número de pieza exacto y valores del fabricante.
| Fabricante                  | Vce  | Ic     | Ptot                                     | fT      |
| --------------------------- | ---- | ------ | ---------------------------------------- | ------- |
| ST Microelectronics 2N2222A | 40 V | 600 mA | 500 mW (Tamb ≤ 25 °C) 1.8 W (Tc ≤ 25 °C) | 300 MHz |

Los valores máximos garantizados son de 500 miliamperios, 50 voltios de tensión de colector, y hasta 500 milivatios de potencia. La frecuencia de transición es de 250 a 300 MHz, lo que permite utilizarlo en aplicaciones de radio de alta frecuencia (hasta 50 MHz).
El 2N2222 al igual que todas sus variaciones no poseen un valor de beta o ganancia de corriente (hfe) totalmente definida, ya que esta es dependiente de la corriente aplicada de colector a emisor y la temperatura de operación, por lo que se considera de al menos 100 en condiciones óptimas; valores de 150 son típicos, cuando se utiliza en una variedad de aplicaciones de conmutación y amplificación analógica.
| Símbolo | Parámetro                     | Condiciones                                                   | Min | Max |
| ------- | ----------------------------- | ------------------------------------------------------------- | --- | --- |
| hfe     | Ganancia de corriente         | IC = 0.1 mA; VCE = 10V                                        | 35  | -   |
| hfe     | Ganancia de corriente         | IC = 1 mA; VCE = 10V                                          | 50  | -   |
| hfe     | Ganancia de corriente         | IC = 10 mA; VCE = 10V                                         | 75  | -   |
| hfe     | Ganancia de corriente         | IC = 150 mA; VCE = 1 V; (Pulso de Prueba: tp≤300ms, δ ≤0.02)  | 50  | -   |
| hfe     | Ganancia de corriente         | IC = 150 mA; VCE = 10 V;(Pulso de Prueba: tp≤300ms, δ ≤0.02)  | 100 | 300 |
| hfe     | Ganancia de corriente         | IC = 500 mA; VCE = 10V                                        | >30 | -   |
| hfe     | Ganancia de corriente 2N2222A | IC = 10 mA; VCE = 10 V; Tamb = −55 °C                         | 35  | -   |
| hfe     | 2N2222                        | IC = 500 mA; VCE = 10 V; (pulso de prueba: tp≤300ms, δ ≤0.02) | 30  | -   |
| hfe     | 2N2222A                       | IC = 500 mA; VCE = 10 V; (pulso de prueba: tp≤300ms, δ ≤0.02) | 40  | -   |

## Diferencias con el 2N222A
Ambos componentes electrónicos se consideran equivalentes, pero existen diferencias entre ellos, su existencia de debe a algunas limitaciones en el diseño original del 2N2222, como una cierta variabilidad en sus características eléctricas debido al proceso de fabricación
Para abordar estas limitaciones, otras empresas de semiconductores, como Motorola y Fairchild, desarrollaron versiones mejoradas del 2N2222, que se denominaron 2N2222A. Aunque el 2N2222A es esencialmente el mismo transistor que el 2N2222, se han realizado algunos ajustes en su diseño y fabricación para mejorar su rendimiento y reducir las variaciones en sus características. Sin embargo, es importante tener en cuenta que estas diferencias son relativamente pequeñas y en muchas aplicaciones, el 2N2222 puede ser suficiente. A pesar de la diferencia en nomenclatura la versión 2N2222A suele ser la más común a nivel comercial, en ocasiones siendo nombrada o grabada en el encapsulado y catálogo como 2N2222. Por lo que es importante consultar la hoja de datos para conocer el número de pieza exacto y valores del fabricante.
Algunas de las diferencias más destacadas entre el 2N2222 y el 2N2222A son:
- Tensión de cebado (VBE): La tensión de cebado del 2N2222A es ligeramente más baja que la del 2N2222, lo que significa que se requiere menos corriente de base para activar el transistor.[3][14]
- Corriente de base (IB): La corriente de base del 2N2222A es ligeramente más baja que la del 2N2222, lo que puede ser beneficioso en aplicaciones donde se requiere una menor corriente de base.[3][14]
- Ganancia de corriente (hfe): La ganancia de corriente del 2N2222A es ligeramente más alta que la del 2N2222, lo que significa que el transistor puede amplificar señales de manera más efectiva.[3][4]
- Temperatura de funcionamiento: El 2N2222A puede funcionar a temperaturas más altas que el 2N2222, lo que lo hace más adecuado para aplicaciones que requieren una mayor tolerancia a la temperatura.[2]
- Ruido: El 2N2222A tiene un nivel de ruido ligeramente más bajo que el 2N2222, lo que puede ser beneficioso en aplicaciones de audio y otros sistemas sensibles al ruido.[3]

| Símbolo | Parámetro                               | Condición                                                | 2N2222 | 2N2222A     |
|         | Encapsulado                             |                                                          | TO-18  | TO-92       |
|         | Tipo                                    |                                                          | NPN    | NPN         |
| VCBO    | Voltaje Colector - Base                 | Emisor Abierto                                           | 60V    | 75V         |
| VCEO    | Voltaje Colector - Emisor               | Base Abierta                                             | 30V    | 40V         |
| VCEsat  | Voltaje de Saturación Colector - Emisor | IC = 150 mA; IB = 15 mA                                  | 400mV  | 300mV       |
| VCEsat  | Voltaje de Saturación Colector - Emisor | IC = 500 mA; IB = 50 mA                                  | 1.6V   | 1V          |
| VEBO    | Voltaje Emisor - Base                   | Colector Abierto                                         | 5V     | 6V          |
| VBEsat  | Voltaje de Saturación Emisor - Base     | IC = 150 mA; IB = 15 mA                                  | 1.3V   | 0.6V - 1.2V |
| VBEsat  | Voltaje de Saturación Emisor - Base     | IC = 500 mA; IB = 50 mA                                  | 2.6V   | 2V          |
| hfe     | Ganancia de Corriente                   | IC = 10 mA; VCE = 10 V                                   | 30     | 40          |
| IBM     | Corriente de Base Pico                  |                                                          | 200mA  | 200mA       |
| ICM     | Corriente de Colector Pico              |                                                          | 800mA  | 800mA       |
| ft      | Frecuencia de Transición                | IC = 20 mA; VCE = 20 V; f = 100 MHz                      | 250MHz | 300MHz      |
| F       | Noise Figure                            | IC = 200 μA; VCE = 5 V; RS = 2 kΩ; f = 1 kHz; B = 200 Hz |        | 4 dB        |
| Tj      | Temperatura Máxima de Juntura           |                                                          | 150 °C | 200 °C      |

## Otros transistores de conmutación

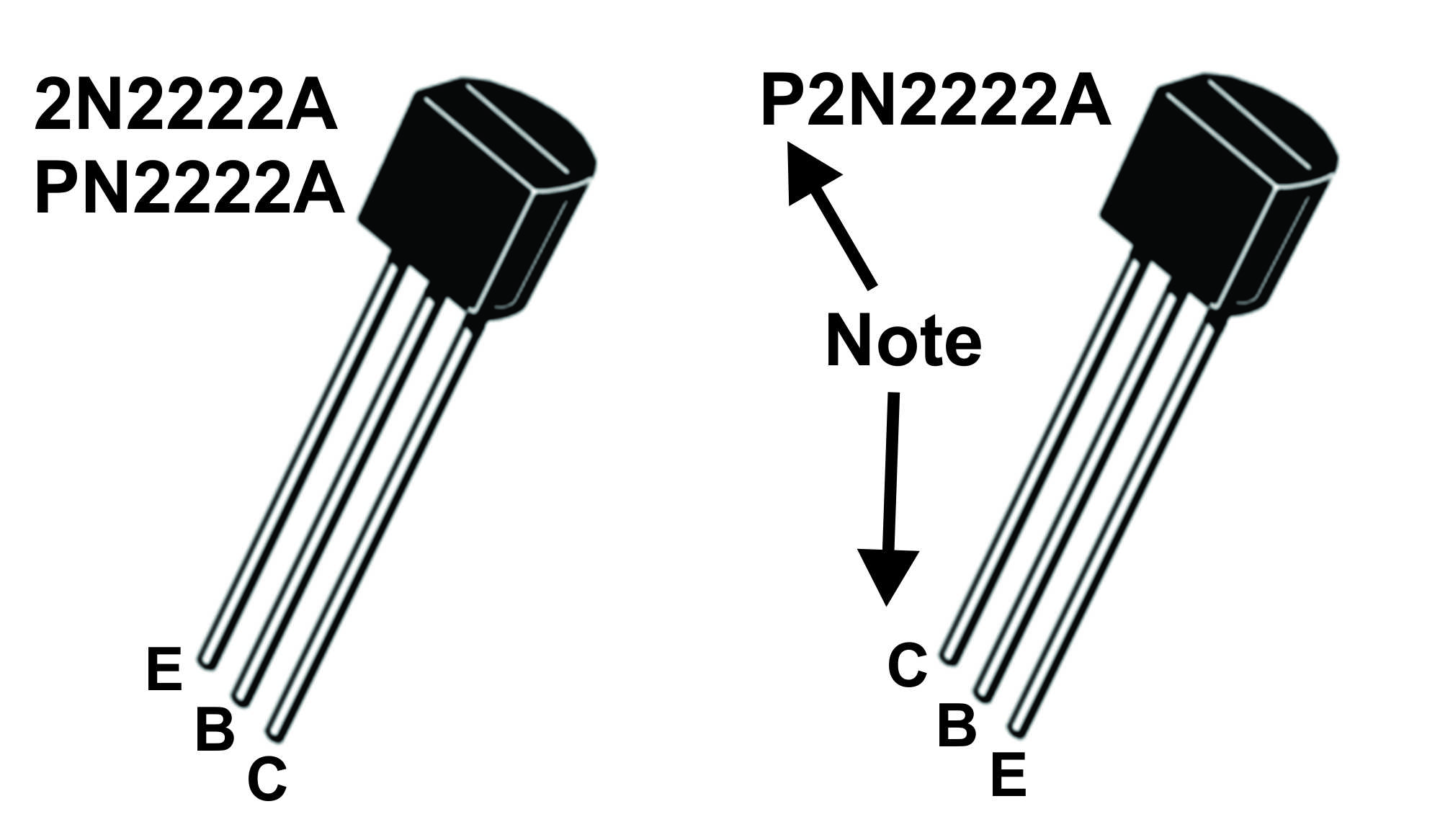
Pinout de un 2N2222 En encapsulado TO-92

Los transistores de silicio NPN con propiedades similares también se fabrican en una variedad de pequeños encapsulados de orificio pasante y de montaje superficial, incluidos TO-92 , SOT-23 y SOT-223.
Los reemplazos para el 2N2222 generalmente están disponibles en el paquete TO-92, más económico , donde se lo conoce como PN2222 o P2N2222, que tiene especificaciones similares excepto por la corriente de colector máxima más baja.  El P2N2222 tiene un orden de pines diferente al del 2N2222 con encapsulado metálico, con sus conexiones de emisor y colector conmutadas; Otros transistores con encapsulados de plástico también tienen diferentes pines.
Además de su forma de transistor individual, también están disponibles varios encapsulados de montaje superficial diferentes, en un arreglo como una matriz de transistores 2N2222 en su interior. Las especificaciones generales de las distintas variantes son similares, siendo la mayor diferencia la corriente máxima permitida y la disipación de potencia.
La familia BC548, que incluye los modelos BC547A a BC550C, consiste en transistores de propósito general de menor voltaje y corriente, encapsulados en TO-92, originarios de Europa. Estos transistores se utilizan comúnmente en circuitos de conmutación y amplificación de pequeñas señales, donde podrían reemplazar al 2N2222. Sin embargo, no son sustitutos directos, sino dispositivos comparables que solo pueden usarse en circuitos que no excedan los valores máximos de corriente y voltaje."
El 2N2907 es un transistor PNP igualmente popular complementario al 2N2222.
El 2N3904 es un transistor NPN que solo puede conmutar un tercio de la corriente del 2N2222, pero, que por lo demás tiene características similares.

## Números de pieza
El 2N2222 (NPN) y el 2N2907 (PNP) son pares de transistores complementarios.  El prefijo de cada número de pieza varía para cada tipo de paquete físico.
| BJT | Agujero pasante (Thru-hole) | Agujero pasante (Thru-hole) | Montaje en superficie (SMD) | Montaje en superficie (SMD) |
| BJT | TO-18                       | TO-92                       | SOT23                       | SOT223                      |
| --- | --------------------------- | --------------------------- | --------------------------- | --------------------------- |
| NPN | 2N2222                      | PN2222                      | MMBT2222                    | PZT2222A                    |
| PNP | 2N2907                      | PN2907                      | MMBT2907                    | PZT2907A                    |